# 密陀僧
密陀僧（英語：Litharge）是一氧化铅（PbO）一種天然矿物形式，是次生矿物，由方铅矿氧化形成。它形成有内部四方晶系结构的覆盖层和结壳。与斜方晶系的黄丹是同质异形体。会形成柔软（莫氏硬度2）、红色、油脂光泽的硬壳，比重非常高（9.14–9.35）。